# Raymond Carré de Malberg
Raymond Carré de Malberg (Strasburgo, 1º novembre 1861 – Strasburgo, 21 marzo 1935) è stato un giurista positivista e un costituzionalista francese. Professore di varie materie pubblicistiche alle università di Caen, Nancy e Strasburgo, Carré de Malberg sviluppò una teoria del diritto costituzionale francese rigorosamente positivista e fortemente influenzata dalla cultura giuridica tedesca dell'epoca. I suoi lavori Contribution à la théorie générale de l'Etat (1920) e La loi, expression de la volonté générale (1931) sono diventati classici molto citati dai giuristi francesi del secondo dopoguerra, ma hanno avuto un'influenza limitata all'estero.

## Biografia
Louis Antoine Julien Raymond Carré nasce il 1º novembre 1861 al n° 4 di quai de Paris, sulla Grande Île di Strasburgo, da un'antica famiglia borghese della Lorena che dal 1875 sarà autorizzata ad aggiungere al proprio cognome l'appellativo "de Malberg". Figlio di Louis-Auguste Carré e di sua moglie, Marie-Geneviève nata Thomas, di origine alsaziana e italiana, è il maggiore dei quattro figli della coppia. Suo fratello Félix Carré de Malberg (1866-1949) è avvocato, magistrato (presidente del Tribunale Civile di Belfort, poi della Corte d'Appello di Colmar), commendatore della Legion d'onore e membro del Società di diritto comparato. Suo padre, nato nel 1828 a Sarreguemines, è comandante dei cacciatori di fanteria (chasseur à pied) e raggiunge il grado di tenente colonnello di stato maggiore. È nipote di Caroline Carré de Malberg, cofondatrice della congregazione cattolica delle Filles de Saint-François de Sales, venerabile della Chiesa cattolica in corso di beatificazione.
Raymond Carré de Malberg trascorre gran parte dell'infanzia a Strasburgo. Nel 1870 suo padre, durante la guerra franco-prussiana a capo di un battaglione di fanteria, muore in battaglia nell'assedio di Metz. Dopo la sconfitta francese e il Trattato di Francoforte del 1871, la famiglia decide di abbandonare l'Alsazia divenuta tedesca. Studia al Collegio di Arcueil, poi al Collège Stanislas di Parigi; Il 15 dicembre 1887 si laurea con una tesi sulla Storia dell'eccezione nel diritto romano e nell'antica procedura francese. Esercita la professione di avvocato a Parigi e il 13 maggio 1890 vince il concorso di agrégation. Dei sei posti di insegnamento aperti sceglie quello di Caen. Insegna, come affidatario del corso, diritto internazionale privato nonché dal 1891 diritto internazionale pubblico; pubblica sulle Pandectes le sue prime note di giurisprudenza. Il 31 luglio 1894 si trasferisce alla facoltà di giurisprudenza di Nancy, pur potendo scegliere Parigi, per restare vicino all'Alsazia. Il 25 aprile 1896 viene nominato professore con decreto. Dal 22 settembre 1919 insegna diritto costituzionale a Strasburgo, tornata francese con il Trattato di Versailles, subentrando nella cattedra al celebre giurista tedesco Paul Laband, dalla cui opera egli è fortemente influenzato. Muore a Strasburgo il 21 marzo 1935.

## Pensiero e stile
Nella Francia del suo tempo Carré de Malberg è il miglior conoscitore e divulgatore della dottrina del diritto pubblico (Staatsrechtslehre) tedesca della fine del XIX secolo (soprattutto Gerber, Laband, Meyer, Jellinek), nonché il propugnatore più energico di una teoria dello Stato "specificamente francese" che, come si legge nel titolo di una delle sue opere, sia sviluppata “a partire dai dati dello stesso diritto pubblico francese". Il suo stile è meno brillante che profondo, volutamente analitico, spesso sottile e meticoloso, non esente – secondo i suoi critici – da ingenui sincretismi.

### Il positivismo giuridico statale
Carré de Malberg prende posizione con particolare insistenza contro la confusione tra diritto positivo e diritto naturale, e a favore della separazione tra diritto e morale e tra diritto e politica. «Il concetto di "diritto naturale"», scrive, «non è un concetto giuridico». Tutto il diritto è diritto positivo e promana dallo Stato. Tuttavia, nonostante il suo spiccato giuspositivismo, Carré de Malberg rifiuta anche la subordinazione della morale al diritto, di cui scorge il pericolo nella «dottrina tedesca della Herrschaft [dominio]», la quale sostiene che non solo il diritto positivo, «ma la stessa legge morale dipende solo dall'onnipotenza statale»; il rispetto dei precetti di giustizia non incide sulla validità del diritto statale, ma è una condizione necessaria alla stabilità dello Stato. La conformità del diritto alla morale dipende in ultima istanza solo dal valore morale e intellettuale della nazione: «I popoli non hanno solo i governanti che si sono meritati; hanno anche il diritto che si meritano».
Egli postula che il diritto emani dallo Stato, che lo Stato sia sovrano e si autolimiti. Lo Stato nasce innanzitutto da un consenso tra individui la cui preoccupazione principale è quella di mettere in comune i loro beni affinché possano essere gestiti in modo comune. Fu questo bisogno che per primo creò lo Stato.
A lui si deve uno studio sulla distinzione tra sovranità popolare e sovranità nazionale. Critica il "parlamentarismo assoluto" della Terza Repubblica ma, a differenza della gran parte dei giuspubblicisti francesi di fine secolo, non propone come soluzione di dare più potere al governo: per Carré de Malberg il parlamento è «il solo organo di volontà primordiale dello Stato» e l'esecutivo è un'istituzione completamente sottomessa al legislatore, al punto che egli si rifiuta di qualificare il Presidente della Repubblica come organo dello Stato. Lo Stato è caratterizzato dalla potestà di impero e che è la persona giuridica suprema, ma che non è superiore al diritto.
Secondo la sua teoria, il positivismo giuridico limita l'oggetto della scienza del diritto alle sole norme valide poste da un atto di volontà dello Stato sovrano. Il positivismo non può concepire altro mezzo di limitazione dello Stato che il solo diritto positivo. Lo Stato rispetta il diritto che esso stesso ha stabilito e che solo esso ha il potere di promulgare e modificare. A questo proposito, Carré de Malberg aderisce alla teoria di Georg Jellinek dell'autolimitazione dello Stato. Per lui non c'è un diritto prima dello Stato che possa controllarne il potere; non può esserci trascendenza del diritto rispetto allo Stato, perché non c'è altro diritto che quello emanato dallo Stato.
Questa teoria dell'autolimitazione permette di concepire lo Stato come una persona giuridica e ciò senza sacrificarne il carattere sovrano. In un certo senso, lo Stato è sia un potere di dominio sia un potere di natura giuridica. Per dimostrare ciò, Carré de Malberg essenzialmente riprende le tesi avanzate da Jellinek sull'autolimitazione dello Stato: «Lo Stato non può sopprimere l'ordinamento giuridico e fondare l'anarchia, perché distruggerebbe se stesso». Carré de Malberg dimostra che il diritto positivo è un vincolo che grava permanentemente sullo Stato, ma anche che tale vincolo non può che essere volontario: lo Stato è consustanziale al diritto. 

### Lo Stato detentore del potere normativo iniziale
Il postulato fondamentale della dottrina di Carré de Malberg è il seguente: la regola giuridica è la regola creata e sanzionata dallo Stato. Questo assioma implica i seguenti tre principi:
- L'unità dell'ordinamento giuridico: l'unità dello Stato implica la sua personalità giuridica. Lo Stato è un soggetto unico di diritto, una persona giuridica. Tutte le altre persone giuridiche sono subordinate allo Stato e possono esistere solo nella misura in cui soddisfano le condizioni stabilite dallo Stato. Non vi è quindi personalità giuridica che non sia concessa dallo Stato.
- La natura formale della regola di diritto: Carré de Malberg spiega che la regola di diritto trae il suo carattere giuridico dall'appartenenza a un ordinamento caratterizzato dalla propria unità. A questo proposito, è stato detto che Carré de Malberg è stato il vero fondatore della "costruzione a gradi" dell'ordinamento, che Kelsen avrebbe ripreso da lui[senza fonte].
- La regola di diritto è la regola creata ma anche sanzionata dallo Stato. Afferma Carré de Malberg: «il diritto è la norma che in uno Stato sociale determinato si impone al rispetto dei singoli in ragione della sanzione con cui l'hanno abbinata le autorità organicamente costituite per l'esercizio della potestà pubblica»[senza fonte]. In un certo senso, la regola di diritto si distingue così dalla regola morale che non è socialmente sanzionata.

Nonostante l'assoluta centralità dello Stato nella prospettiva teorica di Carré de Malberg, la sua opera è ricca di riferimenti al diritto comparato, alle istituzioni straniere e alla letteratura giuridica di altri paesi.

### L'autolimitazione formale dello Stato da parte della costituzione (da parte della sovranità nazionale)
La costituzione determina le forme o le condizioni per l'esercizio della potestà pubblica ed enumera i poteri che essa attribuisce agli organi dello Stato. Di conseguenza, la costituzione esclude implicitamente ogni potere che si eserciti al di fuori delle condizioni formali che essa determina. Carré de Malberg mostra che tutti gli organi dello Stato sono istituiti e limitati dalla costituzione, compreso l'organo di revisione costituzionale. Quindi nessun organo considerato isolatamente può possedere un potere illimitato. 
La tesi positivistica dell'inesistenza di un diritto anteriore allo Stato porterà Carré de Malberg a difendere l'idea che la nascita dello Stato non possa che essere fattuale. Secondo lui, la costituzione originaria così come lo Stato sono solo meri fatti non suscettibili di qualificazione giuridica. Carré de Malberg riprende questa tesi di Jellinek; tuttavia, mentre i giuristi tedeschi accompagnavano questa tesi con quella della sovranità dello Stato, Carré de Malberg, rifacendosi alla tradizione francese, la collega all'affermazione della sovranità nazionale. Condivide la definizione francese dello Stato come personificazione giuridica della Nazione sovrana. Lo Stato è un potere giuridico vincolato dal diritto perché personifica la Nazione sovrana. Il concetto di dominio statale può essere accolto dal diritto pubblico francese solo se modificato e adattato al principio della sovranità della Nazione personificata dallo Stato. Autori come Maurice Hauriou o Léon Duguit abbandoneranno l'idea di autolimitazione a favore della eterolimitazione.

## Omaggi postumi
- Una delle due grandi aule magne della Facoltà di Giurisprudenza, Scienze Politiche e Management dell'Università di Strasburgo porta il nome di Carré-de-Malberg.
- Anche una delle aule magne della Facoltà di Giurisprudenza e Scienze Politiche dell'Università di Picardie Jules Verne è chiamata Carré-de-Malberg.

## Opere principali

### Monografie
- Contribution à la théorie générale de l'État spécialement d'après les données fournies par le droit constitutionnel français, Paris, Dalloz, 2007  [1920-1922], ISBN 978-2-222-00579-7.
- La loi, expression de la volonté générale, Paris, Economica, 1984  [1931], ISBN 2-7178-0811-6.
- Confrontation de la théorie de la formation du droit par degrés avec les idées et les institutions consacrées par le droit positif français relativement à sa formation, Paris, Dalloz, 2007  [1933], ISBN 978-2-247-07302-3.

### Saggi
- «La condition juridique de l’Alsace-Lorraine dans l’Empire allemand», Revue du droit public, 1914, pp. 5-47.
- «Y a-t-il lieu de réviser les lois constitutionnelles», L’Alsace française, 6 octobre 1923, pp. 912-917; ristampato in Revue française d’histoire des idées politiques, 4, 1996, pp. 369-378.
- «La question du caractère étatique des pays allemands et l’article 76 de la Constitution de Weimar», Bulletin de la société de législation comparée, 1924, pp. 285-325.
- «La question de la délégation de puissance législative et les rapports entre la loi et l’ordonnance selon la Constitution de Weimar», Bulletin de la société de législation comparée, 1925, pp. 321-347 e 398-425.
- «La constitutionnalité des lois et la Constitution de 1875», Revue politique et parlementaire, 1927, pp. 339-354.
- «Observations sur le fondement juridique de la force obligatoire de la loi», Revista de Drept Public, Bucarest, 1927, pp. 4-43.
- «La distinction des lois matérielles et formelles et le concept de loi dans la Constitution de Weimar», Bulletin de la société de législation comparée, 1928, pp. 597-619, e 1929, pp. 155-173.
- «La sanction juridictionnelle des principes constitutionnels», Annuaire de l’Institut international de droit public, 1929, pp. 144-161.
- «Considérations théoriques sur la question de la combinaison du référendum avec le parlementarisme», Revue du droit public, 1931, pp. 225-244.
- «Réflexions très simples sur l’objet de la science juridique», Recueil d’études sur les sources du droit en l’honneur de F. Gény, Sirey, 1935 (ristampato Vaduz, Lichtenstein, 1977), pp. 192-203.
- «L’État agit par voie législative, administrative et juridictionnelle», Encyclopédie française, vol. X, 1935.